# Carsten Bergemann
Carsten Bergemann (Bautzen, Saxònia, 24 de gener de 1979) és un ciclista alemany, ja retirat, especialitzat en pista. S'ha proclamat Campió del món en Velocitat per equips i nacional en diverses modalitats. Durant la seva carrera esportiva va prendre part en dues edicions dels Jocs Olímpics d'Estiu, el 2004 i 2008.
Posteriorment ha exercit d'entrenador de ciclisme en pista.

## Palmarès
- 2000
  -  Campió d'Alemanya en Velocitat per equips
- 2001
  -  Campió d'Europa sub-23 en Velocitat per equips (amb Matthias John i Stefan Nimke)
- 2002
  -  Campió d'Europa sub-23 en Velocitat per equips (amb Matthias John i Sören Lausberg)
  -  Campió d'Alemanya en Velocitat per equips
- 2003
  -  Campió del món en Velocitat per equips (amb René Wolff i Jens Fiedler)
- 2004
  -  Campió d'Alemanya en Velocitat per equips
  -  Campió d'Alemanya en Quilòmetre
- 2005
  -  Campió d'Alemanya en Quilòmetre
- 2006
  -  Campió d'Alemanya en Velocitat per equips

### Resultats a laCopa del Món
- 2001
  - 1r a Cali, en Velocitat per equips
- 2004
  - 1r a Moscou, en Velocitat per equips
- 2005-2006
  - 1r a Moscou, en Velocitat per equips
- 2008-2009
  - 1r a Cali, en Velocitat per equips
- 2009-2010
  - 1r a Melbourne, en Keirin